# Abate laico
Il titolo di abate laico (anche abate-laico) era utilizzato per designare un laico a cui un re o qualcuno con una simile autorità avesse conferito un'abbazia per i servizi resi; egli era responsabile della tenuta e aveva diritto a una parte del reddito. Ciò avvenne soprattutto nel Regno franco dall'ottavo secolo fino alle riforme ecclesiastiche dell'undicesimo.

## Storia
Nei numerosi concili tenuti in Francia nel VI e nel VII secolo si emanarono decreti contro l'abuso di proprietà della Chiesa. I Merovingi donavano le terre della Chiesa ai laici, o almeno essi avevano il loro possesso ed uso, benché non la proprietà. I re Merovingi avevano inoltre l'abitudine di nominare gli abati dei monasteri che essi stessi fondavano; inoltre molti monasteri si disposero sotto il patronato reale per avere la sua protezione, divenendo così possedimenti della corona.
Questa usanza dei governatori Merovingi fu presa come un precedente dai re franchi per ricompensare i laici con le abbazie, o darle ai vescovi in commendam. Carlo Martello fu il primo a conferire una vasta proprietà ecclesiastica esistente a laici, amici politici e soldati. Il vescovo di Magonza Bonifacio e più tardi Incmaro di Reims cercarono di arginare la conseguente perdita di autorità della Chiesa, e anche se Bonifacio tentò di riformare la Chiesa franca, la pratica di conferire abbazie ad abati secolari non fu abolita.
Carlo Magno inoltre dava frequentemente proprietà della Chiesa, e talvolta abbazie quando concedeva un feudo. L'abbazia di Saint-Riquier in Piccardia, aveva già abati secolari ai tempi dell'Imperatore, e Carlo la concesse al suo amico Angilberto, poeta e amante di sua figlia, da cui questa aveva avuto due figli. Quando Angilberto morì nell'814 l'abbazia fu data ad altri laici.
Ludovico il Pio aiutò Benedetto d'Aniane nel suo tentativo di riformare la vita monastica. Al fine di realizzare ciò fu necessario ripristinare la libera elezione degli abati, come pure la nomina di monaci irreprensibili come capi delle case monastiche. Sebbene Ludovico condividesse questi principi continuò a conferire abbazie ai laici e i suoi figli lo imitarono. Sebbene non fosse un chierico, Eginardo fu abate del monastero di San Bavone in Ghent e alla sua fondazione di quello di Michelstadt.
Vari concili dell'XI secolo emanarono decreti contro questa usanza; il Concilio di Diedenhofen (ottobre 844) decretò nel suo terzo canone, che le abbazie non avrebbero dovuto più rimanere sotto il potere dei laici, ma che i monaci avrebbero dovuto essere i loro abati

## La gestione delle abbazie
Il titolo non implicava l'appartenenza a un ordine sacro, in quanto il laico si limitava a sottrarre alla Chiesa solo l'amministrazione dei beni ecclesiastici. L'abate laico godeva delle rendite feudali del complesso abbaziale, nel quale un priore invece garantiva l'adempimento degli obblighi religiosi.
Frequentemente gli abati laici occupavano i complessi religiosi con le loro famiglie e i loro servitori, per periodi lunghi, riconvertendo alcuni degli spazi religiosi ad attività d'intrattenimento o militari. Questo tipo di abuso fu in seguito limitato da Carlo Magno.

## Abate-conte
Il titolo di "abate-conte" indicava nel medioevo un conte insignito del titolo di abate, una tipologia particolare di abate laico, detta in latino abbatocomes. Fu un istituto giuridico frequente in Europa Occidentale nel periodo regnante delle dinastie dei Carolingi e dei Capetingi.